# Мовна політика
Мовна політика — сукупність ідеологічних постулатів і практичних дій, спрямованих на регулювання мовних відносин у країні або на розвиток мовної системи у певному напрямі.

## Значення
Від мовної політики залежить мовна ситуація у багатомовному суспільстві — уряд може стимулювати розвиток багатомовності в державі, стримувати і звужувати функціонування мов недержавних націй, нерідко доводячи їх до повного вимирання, як це було в Німеччині, СРСР, США.
Звуження функцій і зникнення мов спричиняється використанням нерідної мови в школах, вищих закладах освіти, масовим знищенням населення на завойованих територіях імперій, насильницьким виселенням корінних жителів з їхньої споконвічної території тощо
Мовна політика стосується і нормалізації літературної мови — вироблення та впровадження усних та писемних мовних норм (орфоепічних, орфографічних, у сфері слововживання), усталення термінології тощо.